# Nordmannia fountaineae
Nordmannia fountaineae är en fjärilsart som beskrevs av Aigner 1906. Nordmannia fountaineae ingår i släktet Nordmannia och familjen juvelvingar. Inga underarter finns listade i Catalogue of Life.